# Ubbi dubbi
 (mars 2023).
Ubbi dubbi est un cryptolecte basé sur l'anglais. Originaire d'Amérique au XVIIe siècle, il a été popularisé par l'émission pour enfants Zoom diffusée de 1972 à 1978 sur la chaîne PBS,.

## Règles
Ubbi dubbi fonctionne en ajoutant -ub- avant chaque son de voyelle dans une syllabe. L'accentuation tombe alors sur le "ub" de la syllabe qui est accentuée dans le mot d'origine. Dans le mot "hello" par exemple, qui est accentué sur la syllabe "-lo", l'accent tombe sur le "lub" dans "hubellubo".
La méthode d'ajout de "ub" avant chaque son de voyelle a été décrite comme une "infixation itérative".

## Exemples
- Good day → "Gubood dubay"
- Speak → "spubeak"
- Hello → "hubellubo"
- Extra → "ubextruba"
- Mississippi → "Mubissubissubippubi"
- Ubbi Dubbi → "Ububbubi Dububbubi"
- Zoom → "Zuboom"
- Subaru → "Subububarubu"
- "Hi, how are you?" → "Hubi, hubow ubare yubou?"
- "We need to get to Plantation Road on time." → "Wube nubeed tuboo gubet tuboo Plubantubashubon Ruboad ubon tubime."
- "All human beings are born free and equal in dignity and rights. They are endowed with reason and conscience and should act towards one another in a spirit of brotherhood." → "Uball hubumuban bubeubings ubare buborn frubee uband ubeq-wub-al ubin dubignubituby uband rubights. Thubey ubare ubendubowed wubith rubeasubon uband cubonscubience uband shubould ubact tubowubards "w-ub-on" ubanubothuber ubin uba spubirubit ubof brubothuberhubood."

## Usage dans la culture
Amy et Penny utilisent le ubbi dubbi comme langage secret, alors que Sheldon et Leonard utilisent le klingon, dans l'épisode 7 The Veracity Elasticity de la saison 10 de la série The Big Bang Theory.